# The Junkers
The Junkers – szczeciński zespół street punkowy założony w 2002 roku.

## Historia
Zespół powstał wiosną 2002 roku. W pierwszym składzie znaleźli się: „Krzaku” (gitara basowa), „Synek” (wokal i gitara), „Buciar” (perkusja). Wcześniej „Synek” grał w zespole Analogs. Po kilku próbach do zespołu dołączył także basista „Szmit” („Krzaku” rozpoczął grę na gitarze, ale po kilku kolejnych próbach porzucił The Junkers i zaczął grać w The Hunkies). Latem 2003 roku do zespołu dołączyła wokalistka „Mucha” oraz basista „Artur”. W składzie „Mucha”, „Artur”, „Synek” i „Buciar” The Junkers zagrali kilka koncertów (m.in. z zespołami: Deadline, Retaliator, Awantura, Lumpex 75, Rezystencja, All Bandits, Zbeer, Werwolf 77).
W kwietniu 2004 roku zespół wydał debiutancki album To jest Oi! wydany przez wytwórnię Chaos Legion Records z Warszawy. Na albumie znalazło się 15 utworów – część z nich to utwory z zespołów Mad Dogs i Survivors. Materiał zarejestrowano w szczecińskim studio Amal, a miksy zrobiono w studiu Elvis von Tomato. Pod koniec 2004 roku utwór The Junkers „Getto” trafił na składankę Muzyka ulicy muzyka dla mas. W 2005 roku „Buciar” opuścił zespół i wyjechał do Irlandii.
W styczniu 2006 roku ukazała się EP-ka Znienawidzeni i Dumni. Materiał na minialbum nagrano w listopadzie 2005 roku. Na perkusji zagrał gościnnie „Tomal” z Awantury. W 2006 roku nowym perkusistą został „Zenek” (później znany jako „Zenhead”), a do zespołu dołączył drugi gitarzysta – Maks. W nowym składzie zespół nagrał utwór „Kibice”. W marcu 2007 roku zespół opuścił „Artur”.

## Skład

### Obecny
- Dariusz „Synu” Stefański – wokal, gitara elektryczna
- „Cygan” – gitara
- „Mumin” – gitara basowa
- „Ziemek” – perkusja

### Byli członkowie
- Maks Boguszewski – gitara
- „Mucha” – wokal
- „Krzaku” – gitara basowa
- „Artur Szmit” – gitara basowa
- „Zen” – perkusja
- "Wójt" – gitara

## Dyskografia
- To jest oi! (2004)
- Znienawidzeni i dumni EP (2006)
- Nasza wolność (2007)
- Maszyna nienawiści (2008)
- Skins’n’Punx (2009) – singiel 7"
- Teraz i zawsze i na wieki wieków (2011)
- Ogień Apokalipsy (2015)

## Składanki
- Muzyka ulicy muzyka dla mas:
  - Muzyka ulicy muzyka dla mas vol. 1 (2004)[5][6][7]
  - Muzyka ulicy muzyka dla mas vol. 2 (2006)[8][9][10]
  - Muzyka ulicy muzyka dla mas vol. 3 (2014)[11][12]
- Polska gola! (2006)[13][14]
- Polska gol vol. 2 (2012)[15][16][17]